# Rafael Morillo
Rafael José Morillo Bolivar, noto semplicemente come Rafael Morillo (Santa Teresa del Tuy, 20 ottobre 1992), è un giocatore di calcio a 5 venezuelano.

## Carriera

### Club
Dopo un lustro trascorso in patria giocando per il Caracas, con il quale nel 2014 vince il titolo di capocannoniere del campionato con 31 reti, nel 2017 si trasferisce nel più competitivo campionato peruviano. Con il Panta Walon vince due campionati nazionali e partecipa a tre edizioni della Coppa Libertadores, contribuendo alla sorprendente qualificazione alle semifinali del 2019. Al termine del torneo viene tesserato dall'Arzignano con cui debutta nella Serie A italiana. Rimasto svincolato al termine della stagione in seguito alla retrocessione dei vicentini, nel dicembre del 2020 si accorda con il Città di Mestre in Serie A2.

### Nazionale
Con la nazionale maschile di calcio a 5 del Venezuela ha disputato le qualificazioni sudamericane alla Coppa del Mondo 2021 e quindi il torneo vero e proprio. Al debutto nella Coppa del Mondo, il Venezuela si è qualificato agli ottavi di finale grazie alla rete decisiva segnata da Morillo contro la Costa Rica nella fase a gironi. Il 26 gennaio 2022 viene incluso tra i convocati alla Copa América 2022.